# Berenice IV
Cleopatra Berenice IV was het oudste kind van Farao Ptolemaeus XII Neos Dionysos en koningin Cleopatra V. Bij de vlucht van haar vader naar Rome tijdens een opstand in Alexandrië nam zij de heerschappij over.
Ze regeerde (van 58 - 55 v.Chr.) samen met haar zuster Cleopatra VI. Na de dood van laatstgenoemde regeerde ze alleen tot haar vader, geholpen door Romeins geweld, de troon hernam. Voor haar rebellie werd ze publiekelijk onthoofd door haar vader.